# Marko Ranilovič
Marko Ranilovič (* 25. listopadu 1986, Maribor, Jugoslávie) je slovinský fotbalový brankář, který od roku 2010 působí v maďarském klubu Kaposvári Rákóczi FC.

## Klubová kariéra
Ranilovič zahájil fotbalovou kariéru v klubu NK Maribor, kde působil i v mládežnických týmech. Během prvních let v klubu soupeřil o místo v bráně s konkurentem Marko Pridigarem. Ranilovič poté v roce 2010 přestoupil do maďarského celku Ferencváros Budapešť, kde působil až do roku 2013. V červenci 2013 přestoupil do jiného maďarského klubu Kaposvári Rákóczi FC.